# Hofamt
Die Hofämter waren zumeist von Adligen wahrgenommene Aufgaben in einem Hofstaat, die ursprünglich das Funktionieren des fürstlichen Haushalts zu gewährleisten hatten. Die wichtigsten waren Kämmerer, Marschall, Truchsess (bzw. Drost) und Mundschenk (oder nur Schenk). Hinzu trat bald als fünftes der Kanzler.
Als einfache Hofcharge (Hofämter) wurden bezeichnet: die Schlosshauptleute, welche über die zahlreichen königlichen Schlösser gesetzt sind, die Hofmeister, die Zeremonienmeister, die Stallmeister und die  Hofjägermeister.
Schon frühzeitig wandelte sich der Charakter dieser Ämter vom Dienstamt zum Ehrenamt, das nur mehr wenig mit der ursprünglichen Funktion zu tun hatte und fast immer an hochrangige Adlige vergeben wurde. Nicht selten waren mit diesen auch als Hofcharge bezeichneten hochrangigen Titeln wichtige Aufgaben in Verwaltung und Regierung verbunden.
- Der Kämmerer (lat. camerarius) war ursprünglich der persönliche Bedienstete – der Kammerdiener – des Fürsten. Zu dieser Vertrauensstellung gehörte ursprünglich auch die Sorge um dessen Finanzen, eine Funktion, die später an den Schatzmeister überging.
- Der Marschall (lat. mareschallus) beaufsichtigte ursprünglich den Marstall, den Pferdestall des Fürsten, stieg aber mit der Entstehung des Rittertums zum Oberbefehlshaber der Reitertruppen auf. Später bezeichnete der Titel allgemein einen hochrangigen Heerführer.
- Der Truchsess (lat. dapifer, auch Seneschall oder Drost(e), engl. Steward) war ursprünglich der Küchenmeister, dem die Aufsicht über die fürstliche Tafel zustand, der aber schon in fränkischer Zeit zum Leiter der gesamten Hofverwaltung aufstieg.
- Der Mundschenk (oder Schenk, lat. pincerna) war im frühen Mittelalter für die Versorgung der fürstlichen Tafel mit Wein und anderen Getränken zuständig, seit karolingischer Zeit auch für die Verwaltung der königlichen Weingärten.
- Der Brotmeister (lat. panetarius, panistarius oder pistor) war zuständig für Brot und Gebäck und für das Wasser und die Tücher zur Reinigung der Hände; in Frankreich besaß der königliche Brotmeister zudem neben anderen Privilegien bis zum 17. Jahrhundert die Jurisdiktion über die Bäckerzunft von Paris.

Die Hofämter am Hof des Kaisers des Heiligen Römischen Reiches Deutscher Nation hatten sich aus den merowingischen Hausämtern entwickelt und wurden seit dem 10. Jahrhundert nur noch von bedeutenden Reichsfürsten ausgeübt, wobei sie in der Praxis immer mehr symbolischer Natur wurden, während die ursprüngliche Funktion fast ganz verloren ging. Die bedeutendsten von ihnen wurden später als „Erzämter“ mit der Kurwürde verbunden, also von den Kurfürsten ausgeübt. Die Hofämter des Reiches waren bei den weltlichen Kurfürsten schon früh erblich und bei den geistlichen an den jeweiligen Bischofsstuhl gebunden, ihre Verwaltung und praktische Ausübung in Stellvertretung des kurfürstlichen Inhabers (z. B. bei der Krönung eines Kaisers oder Römischen Königs) wurde hingegen, seit Beginn des 13. Jahrhunderts ebenfalls erblich, niederrangigeren Adelsgeschlechtern als „Erbamt“ übertragen. Die Erbämter des Reiches waren allerdings zahlreicher als die Erzämter.
An den vielen Fürstenhöfen des Reiches gab es aber ebenfalls erbliche Hofämter, mit denen Familien des lokalen niederen Adels erblich betraut wurden, und bei manchen von ihnen ging das Hofamt dann auch in den Familiennamen über, verbunden mit dem Namen des Stammsitzes, so bei den Schenck zu Schweinsberg, den Schenk von Stauffenberg (siehe: Liste der den Schenkentitel als Bestandteil des Familiennamens führenden Familien), den Truchseß von Wetzhausen, Marschall von Bieberstein, Marschall von Altengottern, Marschalk von Ostheim (siehe: Liste der den Marschallstitel als Bestandteil des Familiennamens führenden Familien), den Kämmerern von Worms, Freiherren von und zu Dalberg oder den Puttkamer (von slawisch „putcumer“ = „Unterkämmerer“).
In der Römischen Kurie gab es zahlreiche traditionelle Hofämter, darunter sind die Kardinäle und Prälaten des Apostolischen Palasts (der Hofmeister – Maggiordomo – Seiner Heiligkeit, der Päpstliche Oberkämmerer – Maestro di Camera –, der Auditor Seiner Heiligkeit), der Magister des Heiligen Hospizes, der Großfurier des Päpstlichen Hauses, der Oberstallmeister, der Generalpostmeister, die Träger der Goldenen Rose, der Legationssekretär, der Exemte Tribun der Päpstlichen Nobelgarde, die Ehrenkammerherren, die Ehrenkammerherren „extra Urbem“ (außerhalb Roms), die Geheimkapläne, die Geheimen Ehrenkapläne, die Geheimen Ehrenkapläne „extra Urbem“, die Geheimkleriker, die gewöhnlichen Kapläne, der Beichtvater der „Päpstlichen Familie“, der Geheime Speisenvorkoster. Diese Hofämter wurden 1968 von Papst Paul VI. im Rahmen der Reformen nach dem Zweiten Vatikanischen Konzil durch § 3 des Motu proprio „Pontificalis Domus“ abgeschafft. Papst Franziskus gab im Jahre 2013 bekannt, dass er beschlossen habe, keine Gentiluomini di Sua Santità mehr zu ernennen.
In England waren der Lordsiegelbewahrer, der First Lord of the Treasury (Erster Lord des Schatzes oder Schatzkanzler) und der Lordkanzler seit dem Hochmittelalter die wichtigsten Regierungsämter. Zahlreiche Hofämter bestehen bis heute und sind oft bestimmten Familien erblich verliehen, so etwa der Earl Marshal of England an den Duke of Norfolk aus dem Hause Howard.
In Schweden und Dänemark waren Reichskanzler, Reichsmarschall, Reichsadmiral, Reichsschatzmeister und Reichsdrost die wichtigsten Reichsämter. Ihre Inhaber waren Mitglied des Reichsrats.
Als im Königreich Böhmen zur Zeit der Hussiten die Macht des Königs schwand, wandelten sich die Hofämter zu Landesämtern. Bei der Besetzung musste der König auf die Stände Rücksicht nehmen. Die wichtigsten Positionen (Oberstburggraf, Oberstkanzler, Oberstlandrichter, Oberstlandhofmeister und Oberstlandkämmerer) waren für Angehörige des Herrenstands reserviert. Ein Großteil der Regierungsgewalt lag bei den genannten Ämtern, die, abgesehen vom Oberstkanzler, seit dem 15. Jahrhundert kaum mehr vom Hof abhängig waren.

## Weblink
- Hof- und Erzämter bei Bernhard Peter.de